# 외르디스 트리벨
외르디스 트리벨(Jördis Triebel, 1977년 10월 30일 ~ )은 독일의 배우이다. 2014년 독일 영화상 여우주연상 수상자이다.

## 출연 작품
- 크레이그 (2017)
- 로비와 토비의 환상 여행 (2016)
- 미 앤 카민스키 (2015)
- 미씽 차일드 (2015)
- 울프스칠드런 (2013)
- 마이 시스터즈 (2013)
- 베를린 장벽 (2013)
- 좋은 여름 (2011)
- 헤어드레서 (2010)
- 여교황 조안 (2009)
- 디스 이즈 러브 (2009)
- 베를린의 여인 (2008)
- 서든리 지나 (2007)
- 행복한 엠마, 행복한 돼지 그리고 남자 (2006)